# Jawed Karim
Jawed Karim (* 28. října 1979 Merseburg) je americký podnikatel bangladéšsko-německého původu. Spolu s Chadem Hurleym a Stevem Chenem patří k zakladatelům internetového serveru YouTube. Natočil také první video na YouTube, "Me at the zoo".

## Životopis
Narodil se v Merseburgu ve Východním Německu v roce 1979. V 80. letech 20. století se svou rodinou emigroval do Západního Německa, kde žili ve městě Neuss. V roce 1992 se svou rodinou přestěhoval do Minnesoty ve Spojených státech amerických, kde se usadili v Saint Paulu. Vystudoval střední školu a následně studoval katedru informatiky na Univerzitě Illinois v Urbana Champaign, kterou opustil před jejím absolvováním, aby se stal zaměstnancem společnosti PayPal, přesto v kurzech studií pokračoval až nakonec získal bakalářský titul v oblasti informatiky. Poté získal i magisterský titul v oboru výpočetní techniky na Stanfordově univerzitě. V roce 1998 pracoval na Internshipu ve společnosti Silicon Graphics, kde pracoval na správě dat v 3D voxelu pro velmi rozsáhlé datové soubory pro vykreslování objemu včetně dat pro Visible Human Project. Své články o programování publikoval v časopise Dr. Dobb's Journal, včetně článku o načítání vykreslování a animaci modelů Quake.

## Investice
V březnu 2008 založil rizikový fond s názvem Youniversity Ventures s partnery Keithem Raboisem a Kevinem Hartzem. Je jedním z prvních investorů společnosti Airbnb, který investoval do počátečního semináře této společnosti v dubnu 2009.